# Kanton Lury-sur-Arnon
Der Kanton Lury-sur-Arnon war bis 2015 ein französischer Wahlkreis im Département Cher und in der Region Centre-Val de Loire. Er umfasste neun Gemeinden im Arrondissement Vierzon; sein Hauptort (frz.: chef-lieu) war Lury-sur-Arnon. Die landesweiten Änderungen in der Zusammensetzung der Kantone führten im März 2015 zu seiner Auflösung.
Der Kanton Lury-sur-Arnon war 171,00 km2 groß und hatte 6281 Einwohner (Stand: 2012).

## Gemeinden
| Gemeinde       | Einwohner Jahr | Fläche km² | Bevölkerungsdichte | Code INSEE | Postleitzahl |
| -------------- | -------------- | ---------- | ------------------ | ---------- | ------------ |
| Brinay         | 531 (2013)     | 29,48      | 18 Einw./km²       | 18036      | 18120        |
| Cerbois        | 444 (2013)     | 18,45      | 24 Einw./km²       | 18044      | 18120        |
| Chéry          | 213 (2013)     | 13,54      | 16 Einw./km²       | 18064      | 18120        |
| Lazenay        | 350 (2013)     | 30,74      | 11 Einw./km²       | 18124      | 18120        |
| Limeux         | 156 (2013)     | 13,17      | 12 Einw./km²       | 18128      | 18120        |
| Lury-sur-Arnon | 701 (2013)     | 13,84      | 51 Einw./km²       | 18134      | 18120        |
| Méreau         | 2.537 (2013)   | 18,65      | 136 Einw./km²      | 18148      | 18120        |
| Preuilly       | 446 (2013)     | 14,94      | 30 Einw./km²       | 18186      | 18120        |
| Quincy         | 941 (2013)     | 18,19      | 52 Einw./km²       | 18190      | 18120        |